# Planalto (Bahia)
Planalto est une municipalité brésilienne de l'État de Bahia et la microrégion de Vitória da Conquista.